# 解如桐
解如桐（16世紀—17世紀），字伯阳，號龍嶔，山东兖州府東平州人，明朝政治人物。

## 生平
四月二十五日生，治礼记。萬曆十九年（1591年）辛卯科乡试第十九名举人，二十三年（1595年）乙未科三甲一百六十七名進士。大理寺觀政，二十四年四月授任直隶寧津縣知縣，二十七年親殁，泣血三年，视諸昆弟友爱备至。读书会心，辄自抄录，名曰《解颐編》，卒祀鄉賢。

## 家族
曾祖解情，淮安府同知、署徐州兵备事，入偃師縣名宦。祖解味道。父解宗江，庠生。母尚氏。具庆下。娶阎氏，子熙、勳、烈。
弟解如楷，萬曆四十六年戊午科舉人。解如朴，登天启元年辛酉乡榜，任臨潁縣知县。